# Jüdische Gemeinde Freudenberg (Baden)
Die Jüdische Gemeinde in Freudenberg im Main-Tauber-Kreis in Baden-Württemberg, entstand im Mittelalter und nach einer Unterbrechung nochmals im 16./17. Jahrhundert. Sie  bestand bis zur Zeit des Nationalsozialismus.

## Geschichte

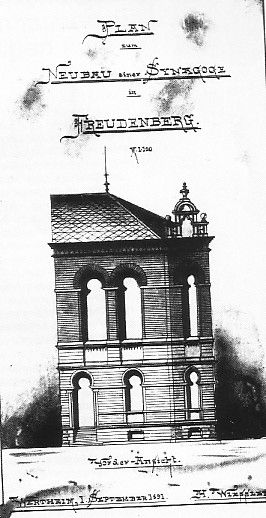
Zeichnung der Synagoge in Freudenberg, 1891 erstellt von Heinrich Wießler

### Historische Entwicklung der jüdischen Gemeinde
In Freudenberg bestand eine jüdische Gemeinde seit dem Mittelalter, die bei einer Judenverfolgung im Jahre 1298 ausgelöscht wurde. Bereits nach 1442 wurden wieder Juden im Ort genannt. Im 16./17. Jahrhundert kam es zur Entstehung einer neuzeitlichen jüdischen Gemeinde in Freudenberg.
Die jüdische Gemeinde Freudenberg besaß die Synagoge Freudenberg, eine Religionsschule und ein rituelles Bad. Die Toten der jüdischen Gemeinde Freudenberg wurden im jüdischen Friedhof Reistenhausen (Gemeinde Collenberg) bestattet. Ein eigener Religionslehrer war angestellt, der zugleich als Vorbeter und Schochet tätig war. Seit 1827 gehörte die jüdische Gemeinde Freudenberg zum Bezirksrabbinat Wertheim. Bei den Novemberpogromen 1938 wurde die Freudenberger Synagoge demoliert.
Die Torarolle der Synagoge Freudenberg wurde von einem Freudenberger Bürger 1938 unter Gerümpel gefunden, als die Nazis die Synagoge demolierten. Er versteckte die Torarolle in seiner Scheune, später in einer entlegenen Ecke des Rathauses. Dort wurde sie 1978 vom damaligen Schulleiter zufällig gefunden. Am 18. Oktober 1983 wurde die Torarolle in den heiligen Schrank des Gebetshauses in Kedumim in Israel, etwa 50 Kilometer nördlich von Jerusalem, hinterlegt. Die Freudenberger Torarolle ist aus reinem Pergament, das per Hand mit einem Federkiel beschrieben wurde. Die Blätter wurden mit Tierleim und Tiersehnen zusammengenäht. Der Schreibwert betrug ca. 20.000 DM, der ideelle Wert ist unschätzbar.
Am 22. Oktober 1940 wurden die letzten acht jüdischen Einwohner Freudenbergs ins KZ Gurs deportiert.

### Opfer des Holocaust
Von den jüdischen Personen, die in Freudenberg geboren wurden oder längere Zeit im Ort wohnten, kamen in der Zeit des Nationalsozialismus die folgenden Personen beim Holocaust nachweislich ums Leben: Theresia Bergmann geb. Bergmann (1853), Regina Bravmann geb. Heimann (1878), Minna [Mina] Kahn geb. Sommer (1865), Benno Levy (1897), Emilie Levy geb. Rothschild (1895), Ilse Levy (1925), Babette Reis geb. Sommer (1873), Isak Reis (1902), Jeanette Reis (1901), Leopold Reis (1903), Klara Rothschild geb. Heimann (1871), Rosa Schütz geb. Sommer (1860), Minna (Mina) Simon geb. Kahn (1862), Abraham Sommer (1867), Ferdinand Sommer (1877), Hedwig Sommer geb. Hely (1895), Isidor Sommer (1902), Josef Sommer (1861), Ludwig Sommer (1897), Max Sommer (1894), Nanette Sommer (1891), Nathan Sommer (1872), Regina Sommer (1862), Getta Steinhardt geb. Sommer (1883), Berta Stern geb. Sommer (1881) und Karoline Strauss geb. Heimann (1875).